# Nova Ouchytsia
Nova Ouchytsia (ukrainien : Нова Ушиця, russe : Новая Ушица) est une commune urbaine de l'oblast de Khmelnytskyï, en Ukraine. Elle compte 3 960 habitants en 2021.